# Marathon van Madrid 2015
De marathon van Madrid 2015 (ook wel Rock 'n' Roll Madrid) vond plaats op zondag 26 april 2015 in Madrid. Het was de 38e editie van deze marathon. Het evenement had de status IAAF Silver Label Road Race. De wedstrijd werd gelopen onder koude en winderige omstandigheden.
Bij de mannen ging de overwinning evenals vorig jaar naar de Keniaan Ezekiel Chebii in 2:12.00. Hij bleef zijn landgenoot Stanley Kipchirchir een halve minuut voor. Bij de vrouwen was de Keniaanse Monica Chepkoech het snelst; zij won de wedstrijd in 2:33.42. Ze had slechts drie seconden voorsprong op de Ethiopische Marta Tigabea.
Naast de hele marathon had het evenement ook een halve marathon. Omdat de volgauto de verkeerde route reed, moest het Keniaanse duo Silas Muturi en Emmanuel Bett 600 meter meer lopen.

## Marathon

### Mannen
| rang   | naam                | land | tijd    |
| ------ | ------------------- | ---- | ------- |
| Goud   | Ezekiel Chebii      | KEN  | 2:12.00 |
| Zilver | Stanley Kipchirchir | KEN  | 2:12.30 |
| Brons  | Pharis Kimani       | KEN  | 2:12.57 |
| 4      | Wondwosen Feleke    | ETH  | 2:13.07 |
| 5      | Nixon Kipkoech      | KEN  | 2:13.43 |
| 6      | William Chebor      | KEN  | 2:14.52 |
| 7      | Paul Maina          | KEN  | 2:17.12 |
| 8      | Jackson Kipkoech    | KEN  | 2:24.07 |
| 9      | Pablo Rodriguez     | ESP  | 2:28.02 |
| 10     | Christian Benitez   | ESP  | 2:29.04 |
| 13     | Cristian Sanchez    | ESP  | 2:29.04 |
| 16     | Habib Mosbah        | ALG  | 2:33.45 |

### Vrouwen
| rang   | naam                 | land | tijd    |
| ------ | -------------------- | ---- | ------- |
| Goud   | Monica Chepkoech     | KEN  | 2:33.42 |
| Zilver | Marta Tigabea        | ETH  | 2:33.45 |
| Brons  | Meseret Biratu       | ETH  | 2:34.32 |
| 4      | Rose Chepchumba      | KEN  | 2:37.36 |
| 5      | Abebech Tsegaye      | ETH  | 2:41.26 |
| 6      | Sally Kipkemboi      | KEN  | 2:47.40 |
| 7      | Cristina Giurcanu    | ESP  | 2:49.25 |
| 8      | Abbey Mcghee         | SCO  | 2:56.45 |
| 9      | Veronika Jurisic     | CRO  | 2:58.10 |
| 10     | Kamila Shamshudinova | RUS  | 2:58.26 |

## Halve marathon

### Mannen
| rang   | naam          | land | tijd    |
| ------ | ------------- | ---- | ------- |
| Goud   | Silas Muturi  | KEN  | 1:03.32 |
| Zilver | Emanuel Bett  | KEN  | 1:03.44 |
| Brons  | Edwin Kipsang | KEN  | 1:04.10 |

### Vrouwen
| rang   | naam             | land | tijd    |
| ------ | ---------------- | ---- | ------- |
| Goud   | Venesa Comesana  | ESP  | 1:19.32 |
| Zilver | Lucia Peregrina  | ESP  | 1:27.28 |
| Brons  | Karin Arthursson | SWE  | 1:28.14 |

1978 ·
1979 ·
1980 ·
1981 ·
1982 ·
1983 ·
1984 ·
1985 ·
1986 ·
1987 ·
1988 ·
1989 ·
1990 ·
1991 ·
1992 ·
1993 ·
1994 ·
1995 ·
1996 ·
1997 ·
1998 ·
1999 ·
2000 ·
2001 ·
2002 ·
2003 ·
2004 ·
2005 ·
2006 ·
2007 ·
2008 ·
2009 ·
2010 ·
2011 ·
2012 ·
2013 ·
2014 ·
2015 ·
2016 ·
2017